# Satkhira Sadar
Satkhira Sadar  è un sottodistretto (upazila) del Bangladesh situato nel distretto di Satkhira, divisione di Khulna. Si estende su una superficie di  400,82 km² e conta una popolazione di 460.892 abitanti (dato censimento 2011).